# Sosnowka (rejon biełoriecki)
Sosnowka (ros. Сосновка) – wieś (sieło) w Rosji, w Baszkortostanie, w rejonie biełorieckim. W 2010 liczyła 723 mieszkańców.